# Partido de Monte
Partido de Monte är en kommun i Argentina.   Den ligger i provinsen Buenos Aires, i den centrala delen av landet, 100 km söder om huvudstaden Buenos Aires. Antalet invånare är 17 488. Arean är 1 890 kvadratkilometer.
Terrängen i Partido de Monte är mycket platt.
Trakten runt Partido de Monte består till största delen av jordbruksmark. Runt Partido de Monte är det glesbefolkat, med 10 invånare per kvadratkilometer.